# ブルーループ

ブルーループが見られるの星の進化トラック

ブルーループ (英: blue loop) とは、主系列を離れて低温になった星が高温の星へと変化し、また低温に戻る段階のこと。ヘルツシュプルング・ラッセル図（HR図）上の進化の軌跡が、青色（高温）側に向かってループを形成していることに由来している。ブルーループは、
2 M☉（太陽質量）より重い、赤色超巨星、赤色巨星分枝星、漸近巨星分枝星などで起こる。星によっては、複数のブルーループが起こることもある。セファイド変光星のような脈動変光星の多くはブルーループの星である。水平分枝上の星は、赤色巨星分枝や漸近巨星分枝にあるときよりも一時的に高温となるが、一般的には「ブルーループにある」とは言われない。ループの進行は非常に遅いため、個々の星のループそのものを観測することはできないが、理論やHR図上の星の性質や分布から推測される。

## 進化ステージごとのブルーループ

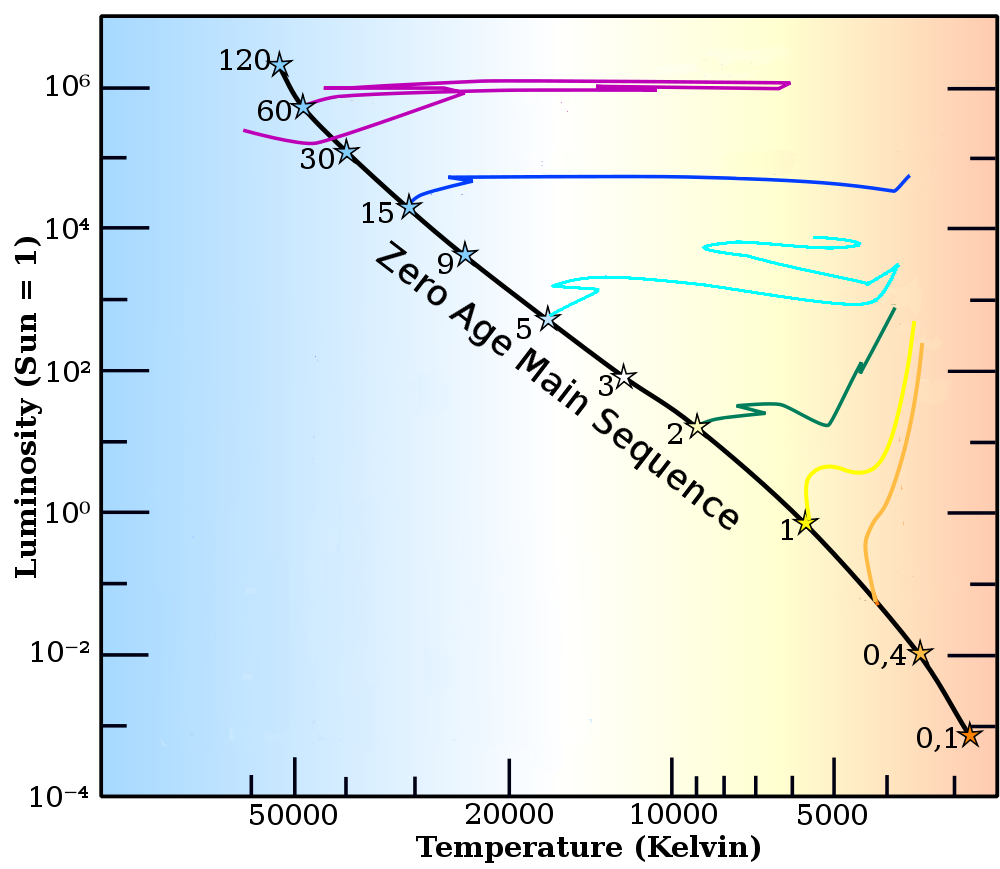
質量の異なる恒星の進化トラック。中央を斜めに走る黒の実線は、各トラックの起点となる零歳主系列 (Zero-Age Main Sequence, ZAMS) を結んだもの。トラックの長さは時間経過の長さを示すものではないことに注意。
- のトラック（橙色）は赤色巨星分枝を経てヘリウムフラッシュで止まる。
- のトラック（黄色）は、線は短いが実際には長期間続く準巨星分枝を経て、ヘリウムフラッシュでRGBとなる。
- のトラック（緑色）では、準巨星分枝と赤色巨星分枝が見られ、漸近巨星分枝には辛うじて確認できるブルーループが見られる。
- のトラック（水色）では、線は長いが実際はごく短期間で終わる準巨星分枝、短い赤色巨星分枝、広がったブルーループが見られる。

- 0.6 M☉のトラック（橙色）は赤色巨星分枝を経てヘリウムフラッシュで止まる。
- 1 M☉のトラック（黄色）は、線は短いが実際には長期間続く準巨星分枝を経て、ヘリウムフラッシュでRGBとなる。
- 2 M☉のトラック（緑色）では、準巨星分枝と赤色巨星分枝が見られ、漸近巨星分枝には辛うじて確認できるブルーループが見られる。
- 5 M☉のトラック（水色）では、線は長いが実際はごく短期間で終わる準巨星分枝、短い赤色巨星分枝、広がったブルーループが見られる。

### 赤色巨星分枝
赤色巨星分枝 (RGB) にあるほとんどの星は、不活性なヘリウムの中心核を持つ。太陽と同じくらいの質量の星は、ヘリウムフラッシュによって水平分枝に移動するまでRGBに留まるため、ブルーループは起こさない。しかし、約2 M☉以上の質量の星は、赤色巨星分枝先端 (TRGB) に到達する以前にフラッシュを起こさずスムースに中心核でヘリウム燃焼が始まり、高温になっていく。大質量の星ほどこの段階で高温になり、一般的に5 M☉以上の星は100万年単位で続くブルーループを経験すると考えられている。このようなブルーループは、星の一生のうちに一度しか起こらない。このループの間にセファイド不安定帯を横切ると外層が脈動を始めて古典的セファイド変光星となるため、セファイドループとも呼ばれる。

### 漸近巨星分枝
漸近巨星分枝 (AGB) 上の星は、炭素と酸素からなる大部分が不活性な中心核を持ち、中心核の周囲に同心円状に存在する水素殻とヘリウム殻で交互に核融合している。ヘリウム殻の燃焼が始まると熱パルスが発生し、場合によっては星の温度が一時的に上昇してブルーループが発生する。水素殻とヘリウム殻が交互にオン・オフすることで何度も熱パルスが生じることによって、同じ星で複数のブルーループが発生することもある。

### 赤色超巨星
赤色超巨星は、主系列から外れて大きく膨張し、冷却された大質量星である。光度が高く表面重力が小さいため、外層から急速に質量を失っている。最も明るい赤色超巨星は、質量が急速に失われて高温となり、小さくなる。大質量星では、このようにして赤色超巨星の段階から永久に離れて青色超巨星に進化することもあるが、場合によってはブルーループを経て赤色超巨星に戻ることもある。

### 不安定帯
ブルーループを起こしている星は、HR図の主系列の上側の黄色（スペクトルF型からK型）の部分を横切っているため、不安定帯と呼ばれる領域を多くの星が横切っていることになる。漸近巨星分枝の星がブルーループ中に不安定帯を横切ると、おとめ座W型変光星になると考えられている。また、赤色巨星分枝からブルーループ中に不安定帯を横切る大質量の星は、古典的セファイド変光星になると考えられている。どちらのタイプの星も、この段階では光球が明るく不安定で、超巨星のようなスペクトルを持つことが多いが、ほとんどの星は炭素が核融合したり、超新星爆発に到ったりするほどの質量ではない。